# Nothria fiordica
Nothria fiordica är en ringmaskart som beskrevs av Fauchald 1974. Nothria fiordica ingår i släktet Nothria och familjen Onuphidae. Inga underarter finns listade i Catalogue of Life.